# Eduard Bargheer
Eduard Bargheer (Finkenwerder, 25 dicembre 1901 – Blankenese, 1º luglio 1979) è stato un pittore e incisore tedesco.
Barcheer ricevette un'educazione artistica presso la Scuola di Belle Arti Hamburg-Lerchenfeld a partire dal 1918 e completando gli studi nel 1924 con un diploma di insegnante. In seguito proseguì gli studi alla Kunstschule Gerda Koppel, dove ebbe come insegnante Friedrich Ahlers-Hestermann
In un primo periodo prese parte all'espressionismo, venendo influenzato da Edvard Munch, Vincent van Gogh e dai movimenti espressionisti fiamminghi: la sua opera era legata all'uso di colori scuri e terre. Fu in questo periodo che Bargheer visità l'Italia per la prima volta, nel 1925.
Nel 1929 Bargheer partecipò al movimento della Hamburger Sezession. Ad Amburgo ottenne anche una borsa comunale, che gli permise di recarsi a Parigi a partire dal 1933 per proseguire i suoi studi. L'si insediò in uno studio a sud di Montparnasse.
Alla fine del 1935 Bargheer tornò in Italia, a Ischia, dove conobbe Werner Gilles e Rudolf Levy. Durante il suo viaggio si fermò a Berna, conoscendo Paul Klee.
Tornò a Ischia nel 1939, stabilendosi a Forio d'Ischia. In questo periodo il suo stile cambiò radicalmente, avvicinandosi all'astrattismo e abbandonando i colori scuri in favore di una tavolozza più brillante.
Durante la seconda guerra mondiale lavorò per la marina tedesca, svolgendo il ruolo di interprete nel porto della Spezia
Tornato in patria nel 1950, nel 1953 espose le sue opere in una retrospettiva organizzata dalla Kestner-Gesellschaft di Hannover.

Mosaico in vetro dal titolo "Sport", opera di Eduard Bargheer, all'esterno dello stadio di calcio HDI-Arena nel quartiere Calenberger Neustadt ad Hannover in Germania

Partecipò alla prima mostra di documenta nel 1955 a Kassel in Germania, e vi partecipò anche nel 1959.
Bargheer intraprese in seguito la carriera accademica, insegnando principalmente a Berlino, Amburgo e Roma, ed effettuando delle letture in altri prestigiosi istituti.
Nel 1976 alla Kunsthaus di Amburgo venne organizzata una sua mostra retrospettiva, per festeggiare il suo 75º compleanno, e fu fondata Eduard Bargheer Foundation per il Supporto dei Giovani Artisti
Bergheer è morto all'età di 78 anni, nel 1979.